# 高田 (豐島區)
高田（日语：／ Takada */?）是東京都豐島區的町名。現行行政地名為高田一丁目至高田三丁目。

## 地理
位於JR高田馬場站東北側。北鄰學習院大學（豐島區目白）與雜司谷。東接新宿區早稻田與文京區目白台，南接新宿區高田馬場，西通新宿區下落合。都電荒川線通過町內。
因位於神田川沿岸低地與關口台地交界，町內多斜坡（坂），其中的偷窺坂是東京都內知名急坂（斜坡）。

## 歷史

### 地名由來
意為「位於高地的田地」。

## 交通

### 鐵道
- 學習院下站（都電荒川線）

### 巴士
都營巴士
- 學習院下
  - 池86系統 - 往池袋站東口，澀谷站西口、東口，早稻田方向
- 鬼子母神前，高田一丁目（都營巴士）
  - 白61系統 - 往練馬車庫，往新宿站西口

### 道路
- 東京都道305號芝新宿王子線（明治通）
- 東京都道8號千代田練馬田無線（目白通，新目白通）

## 設施

### 高田一丁目
- 高南保育園
- 歐利生電氣（日语：オリジン電気）本社工場
- 南藏院、根生院

### 高田二丁目
- 高田第一區民集會室（區民廣場高南）
- 豐島區立高南小學校
- 日本記者專門學校（日语：日本ジャーナリスト専門学校）
- Yoshiya（日语：よしや）目白高田店
- 7-Eleven豐島高田二丁目店
- 東京日產（日语：東京日産自動車販売）目白高田店
- 白十字（日语：白十字）東京工場
- 高田冰川神社
- 金乘院
- 早稻田文理專門學校

### 高田三丁目
- 高田第二區民集會室
- 豐島高田郵便局
- 高田馬場醫院
- 大同醫院
- 日本外國語專門學校（日语：日本外国語専門学校）
- 白十字（日语：白十字）本社
- 明治安田生命（日语：明治安田生命）事務中心
- 大正製藥本社
- 綜研化學本社
- 日本福祉教育專門學校
- BIC CAMERA高田本部
- FamilyMart高田三丁目店、目白南店
- Denny's（日语：デニーズ (日本)）高田馬場店
- 勝田聲優學院（日语：勝田声優学院）

## 備註
1. ↑  住民基本台帳による年齢別人口（平成26年7月1日現在） 的存檔，存档日期2014-12-08.
2. ↑  . 豐島區. 2012-02-02  [2013-11-21]. （原始内容存档于2013-07-06）.

## 外部連結
- 豐島區官方網站 （页面存档备份，存于）
- 東京都豐島區町會連合會